# ماساتو فوجی‌وارا
ماساتو فوجی‌وارا (ژاپنی: 藤原 雅斗؛ زادهٔ ۱۴ آوریل ۱۹۹۴) یک بازیکن فوتبال اهل ژاپن است.
از باشگاه‌هایی که در آن بازی کرده‌است می‌توان به باشگاه فوتبال تسپاکوستاسو گونما و باشگاه فوتبال آزول کلارو نومازو اشاره کرد.